# Idotea spasskii
Idotea spasskii là một loài chân đều trong họ Idoteidae. Loài này được Gurjanova miêu tả khoa học năm 1950.